# Vinay Deolalikar
Vinay Deolalikar, född 1971 i New Delhi, är en indisk forskare i datavetenskap vid HP Labs i Palo Alto, Kalifornien. Den 6 augusti 2010 skickade Deolalikar ett manuskript till ledande forskare som han hävdade innehöll ett bevis att P≠NP, ett av de största olösta problemen i matematik och datavetenskap.
Deolalikar har en masterexamen i elektroteknik från Indian Institute of Technology Bombay i juli 1994, och avlade doktorsexamen vid University of Southern California i maj 1999.